# C. Kjöp
C. Kjöp var en svensk kopparstickare verksam på 1700-talet. 
Det finns få uppgifter om Kjöp men man vet att han var verksam i Sverige på 1700-talet och att han framställde verk i ornamental allmogestil med ryttare, hundar, blommor och djur. Kjöp är representerad vid Nationalmuseum och med tryckplåtar vid Linköpings stifts- och landsbibliotek.